# Ys II: Ancient Ys Vanished - The Final Chapter
Ys II: Ancient Ys Vanished – The Final Chapter (イースII) est un jeu vidéo de type action-RPG développé et édité par Nihon Falcom, sorti en 1988 sur DOS, Windows, MSX2, PC-88, PC-98, Sharp X1, PC-Engine, Saturn, NES, PlayStation 2, Console virtuelle (Wii), Nintendo DS, iOS et Android.

## Accueil
- Famitsu : 27/40 (NES)[1] - 35/40 (PCE)[2]